# Диоксииодид ниобия(V)
Диоксииодид ниобия(V) — неорганическое соединение, 
оксосоль металла ниобия и иодистоводородной кислоты
с формулой NbO2I,
ярко-красные кристаллы.

## Получение
- Нагревание смеси оксида ниобия(V), иода и ниобия в градиенте температур в вакууме:

{\displaystyle {\mathsf {4Nb_{2}O_{5}+2Nb+5I_{2}\ {\xrightarrow {475-500^{o}C}}\ 10NbO_{2}I}}}

## Физические свойства
Диоксииодид ниобия(V) образует ярко-красные кристаллы
ромбической сингонии,
пространственная группа P nma,
параметры ячейки a = 2,0897 нм, b = 0,37654 нм, c = 0,39715 нм°, Z = 4
.